# Parque Natural Municipal do Ribeirão do Campo

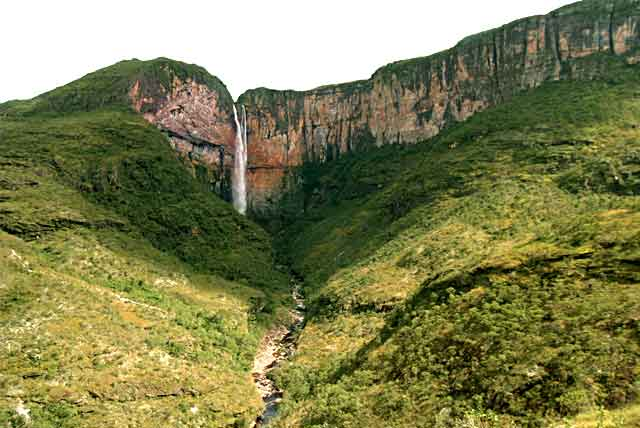
A cachoeira do Tabuleiro, que se localiza dentro do parque.

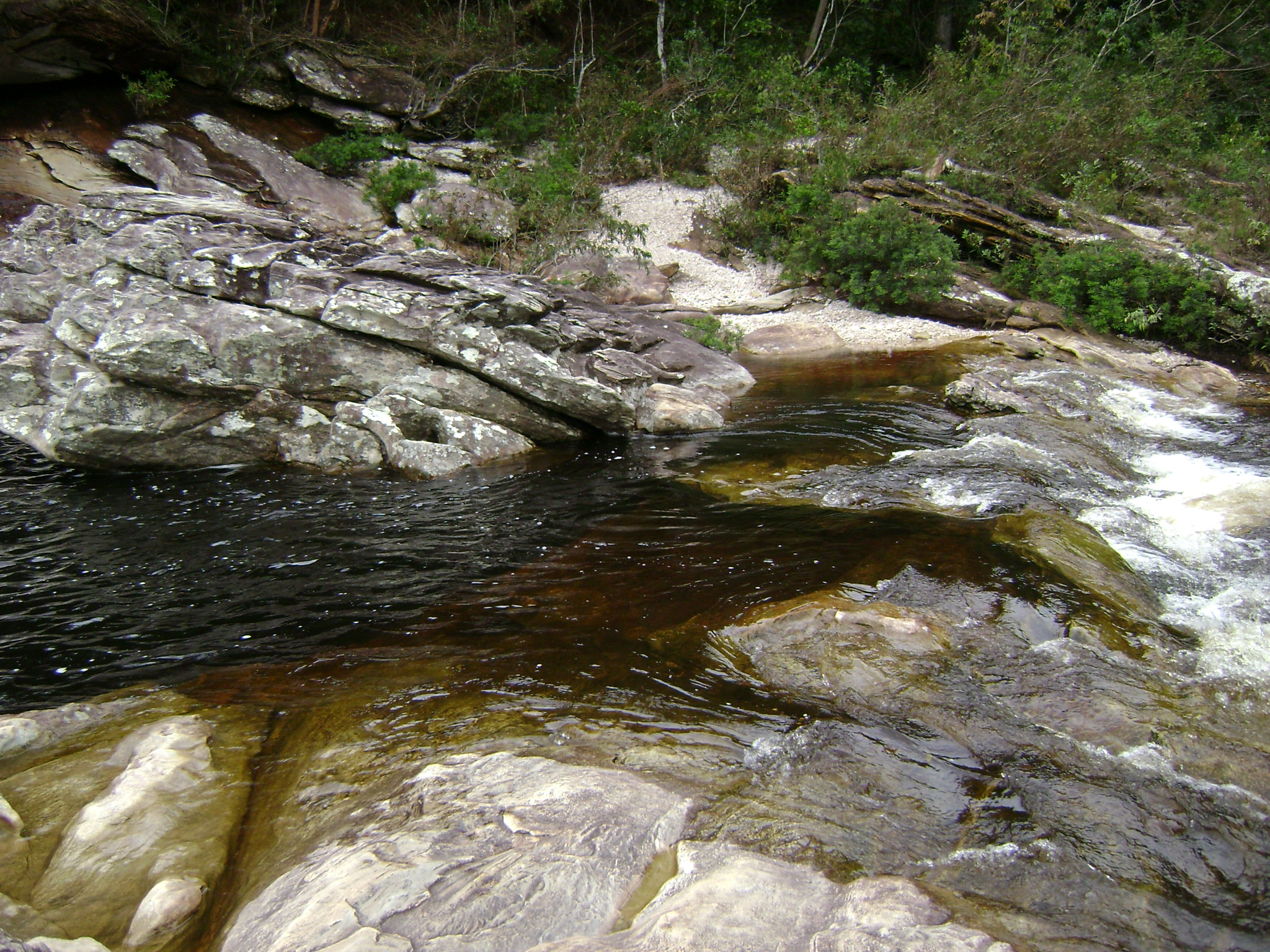
Imagem de parte do poço Pari, que fica dentro do parque.

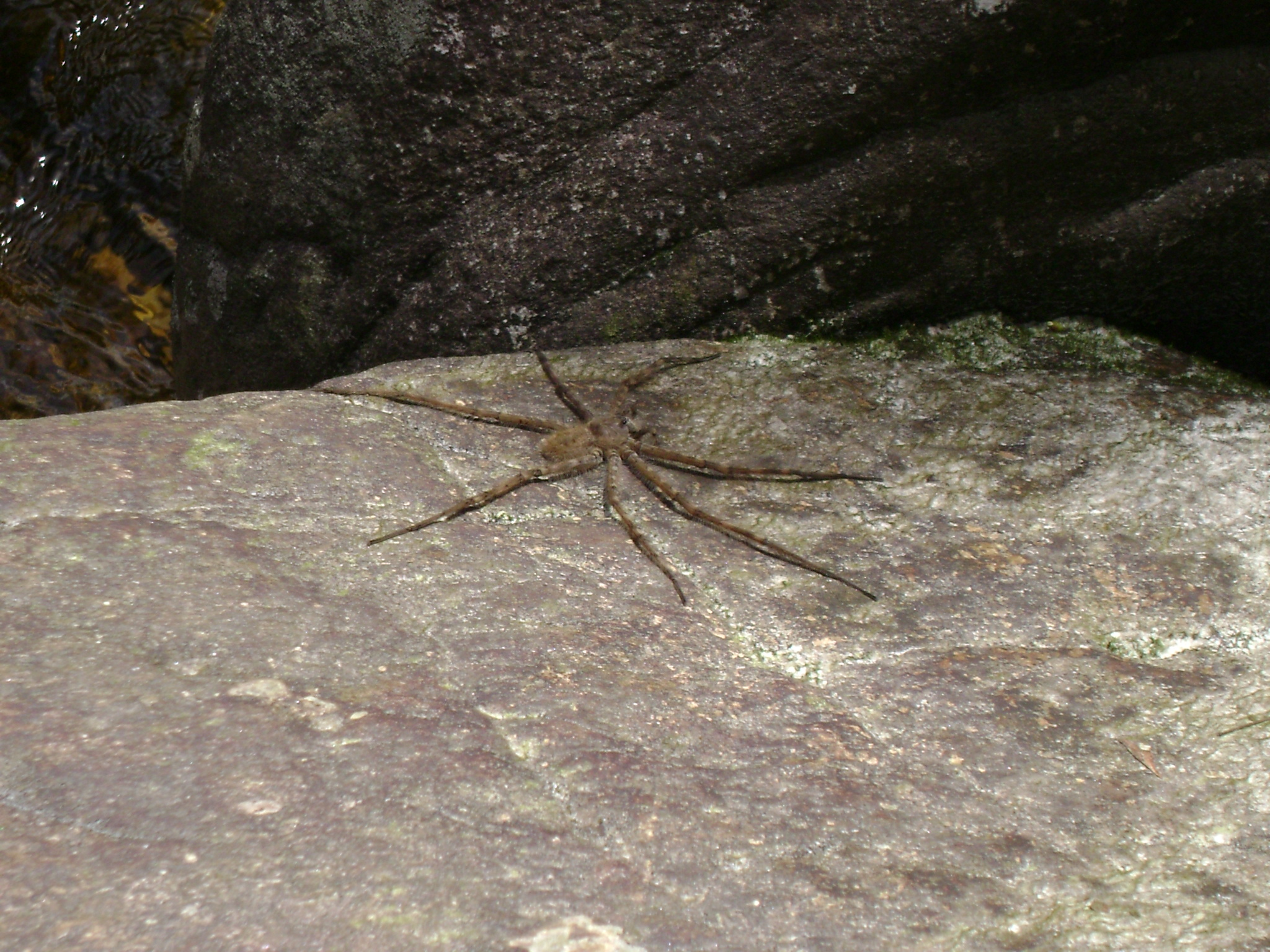
Esta aranha faz parte da biodiversidade do parque.

O Parque Natural Municipal do Ribeirão do Campo (mais conhecido como Parque do Tabuleiro) foi criado por decreto municipal em 1998 e está situado em Conceição do Mato Dentro, Minas Gerais. 

## Geografia
O Parque possui uma área de 3.150 hectares, com altitudes entre 800 a 1.450 metros. Localiza-se na Serra do Espinhaço e abriga a Cachoeira do Tabuleiro, a maior de Minas Gerais, com 273 metros de altura, além das nascentes do Ribeirão do Campo. Muitas espécies endêmicas de orquídeas são encontradas na região.

## Preservação
Antes da criação do parque, não havia infra-estrutura para recepção do vistante. Atualmente, existe centro de educação ambiental e auditório para 60 pessoas. A segurança ambiental do parque é de responsabilidade da Polícia Militar.

## Acesso
Dista 165 km de Belo Horizonte.